# Jirō Kamiharako
Jirō Kamiharako (jap. 上原子 次郎 Kamiharako Jirō; ur. 19 marca 1966 w Sapporo) – japoński skoczek narciarski. Olimpijczyk (1992), uczestnik zimowej uniwersjady (1987) i mistrzostw świata w lotach narciarskich (1992). Jeden z pierwszych japońskich zawodników stosujących styl „V”.

## Życiorys

### Styl klasyczny
W wieku 3 lat zaczął jeździć na nartach, a 7 lat później zaczął uprawiać skoki narciarskie. Pierwszy skok na skoczni normalnej oddał w wieku 13 lat, a na skoczni dużej 2 lata później.
W zawodach Pucharu Świata w skokach narciarskich zadebiutował 8 lutego 1985 w Sapporo, zajmując 26. miejsce. W całej karierze wziął udział w 14 konkursach indywidualnych tego cyklu (w tym 9 rozgrywanych w Sapporo), ani razu nie zdobywając punktów, mimo że kilkukrotnie zajmował miejsca w czołowej „trzydziestce” zawodów (w okresie tym przyznawano je jednak tylko 15 najlepszym zawodnikom).
W 1987 wystartował w zimowej uniwersjadzie w Szczyrbskim Jeziorze, zajmując indywidualnie 17. (skocznia duża) i 23. (obiekt normalny) pozycję, a w rywalizacji drużynowej plasując się na 6. miejscu.
Przez większą część kariery skakał stylem klasycznym. Stosując ten styl po raz ostatni wystąpił w Pucharze Świata w grudniu 1988, zajmując w Sapporo 53. miejsce. W kolejnych latach w zawodach międzynarodowych rozgrywanych w Japonii zajmował z reguły odległe pozycje i nie brał udziału w konkursach wyższej rangi.

### Styl „V”
Latem 1991, chcąc zakwalifikować się na Zimowe Igrzyska Olimpijskie 1992, postanowił wypróbować nowe możliwości, które mogłyby mu w tym pomóc – wspólnie z innym, młodszym skoczkiem narciarskim, z którym wówczas wspólnie trenował, przygotował modele nart w skali 1:8 i poddał je testom w tunelu aerodynamicznym na Uniwersytecie Tokijskim, próbując znaleźć optymalny ich układ, jaki powinny przybrać w locie. Na podstawie uzyskanych wyników, które jednoznacznie wykazały, iż styl „V” jest znacznie bardziej efektywny od stylu klasycznego, jako jeden z pierwszych Japończyków, zaczął go stosować w swoich skokach (wkrótce później z efektów jego badań zaczęła korzystać cała reprezentacja Japonii).
W pierwszym starcie międzynarodowym po zmianie stylu uzyskał najlepsze w karierze wyniki w zawodach najwyższej rangi – 14 grudnia 1991 w Sapporo był 19., a dzień później 16. (w obu konkursach był w grupie 4 najlepszych Japończyków).
W lutym 1992 wystartował w zimowych igrzyskach olimpijskich rozgrywanych w Albertville, plasując się indywidualnie na 25. (skocznia duża) i 28. miejscu (obiekt normalny), a drużynowo zajmując 4. pozycję.
Po igrzyskach, w marcu 1992, wziął udział w jedynych w swojej karierze konkursach PŚ poza Japonią – w Trondheim był 31., w Oslo 21., w Harrachovie (gdzie konkurs tego cyklu był jednocześnie mistrzostwami świata w lotach narciarskich) 35., a w Planicy 8. w konkursie drużynowym i 39. indywidualnie. Jednocześnie start indywidualny w Planicy był jego ostatnim w zawodach tego cyklu.
W kolejnych 2 latach występował bez sukcesów w zawodach międzynarodowej niższej rangi rozgrywanych w Japonii, po raz ostatni startując 16 stycznia 1994 w Pucharze Kontynentalnym w Sapporo, gdzie był 24. W lutym 1994 oddał ostatni skok w życiu, po czym zakończył swoją karierę zawodniczą.

## Igrzyska olimpijskie

### Indywidualnie
| 1992 Albertville | – | 28. miejsce (skocznia normalna), 25. miejsce (skocznia duża) |

### Drużynowo
| 1992 Albertville | – | 4. miejsce |

## Mistrzostwa świata w lotach narciarskich

### Indywidualnie
| 1992 Harrachov | – | 35. miejsce |

## Zimowa uniwersjada

### Indywidualnie
| 1987 Szczyrbskie Jezioro | – | 23. miejsce (skocznia normalna), 17. miejsce (skocznia duża) |

### Drużynowo
| 1987 Szczyrbskie Jezioro | – | 6. miejsce |

## Puchar Świata

### Miejsca w poszczególnych konkursach Pucharu Świata
Do sezonu 1992/1993 obowiązywała inna punktacja za konkurs Pucharu Świata.
| Sezon 1984/1985                                                                        |                  |                  |                 |                 |                             |                        |                             |                   |                     |                     |                 |                 |             |              |                  |                  |                |             |                      |                     |        |        |         |         |        |        |        |        |        |        |        |        |        |        |        |        |        |        |        |        |        |        |        |
| Thunder Bay                                                                            | Thunder Bay      | Lake Placid      | Lake Placid     | Oberstdorf      | Garmisch-Partenkirchen      | Innsbruck              | Bischofshofen               | Cortina d'Ampezzo | Sapporo             | Sapporo             | Sankt Moritz    | Engelberg       | Harrachov   | Lahti        | Lahti            | Örnsköldsvik     | Falun          | Oslo        | Szczyrbskie Jezioro  | Szczyrbskie Jezioro | punkty | punkty | punkty  | punkty  | punkty | punkty | punkty | punkty | punkty | punkty | punkty | punkty | punkty | punkty | punkty | punkty | punkty | punkty | punkty |        |        |        |        |
| -                                                                                      | -                | -                | -               | -               | -                           | -                      | -                           | -                 | 26                  | 48                  | -               | -               | -           | -            | -                | -                | -              | -           | -                    | -                   | 0      | 0      | 0       | 0       | 0      | 0      | 0      | 0      | 0      | 0      | 0      | 0      | 0      | 0      | 0      | 0      | 0      | 0      | 0      |        |        |        |        |
| Sezon 1985/1986                                                                        |                  |                  |                 |                 |                             |                        |                             |                   |                     |                     |                 |                 |             |              |                  |                  |                |             |                      |                     |        |        |         |         |        |        |        |        |        |        |        |        |        |        |        |        |        |        |        |        |        |        |        |
| Thunder Bay                                                                            | Thunder Bay      | Lake Placid      | Lake Placid     | Chamonix        | Oberstdorf                  | Garmisch-Partenkirchen | Innsbruck                   | Bischofshofen     | Harrachov           | Liberec             | Klingenthal     | Oberwiesenthal  | Sapporo     | Sapporo      | Vikersund        | Vikersund        | Sankt Moritz   | Gstaad      | Engelberg            | Lahti               | Lahti  | Oslo   | Planica | Planica | punkty | punkty | punkty | punkty | punkty | punkty | punkty | punkty | punkty | punkty | punkty | punkty | punkty | punkty | punkty | punkty | punkty | punkty | punkty |
| -                                                                                      | -                | -                | -               | -               | -                           | -                      | -                           | -                 | -                   | -                   | -               | -               | 50          | 46           | -                | -                | -              | -           | -                    | -                   | -      | -      | -       | -       | 0      | 0      | 0      | 0      | 0      | 0      | 0      | 0      | 0      | 0      | 0      | 0      | 0      | 0      | 0      | 0      | 0      | 0      | 0      |
| Sezon 1986/1987                                                                        |                  |                  |                 |                 |                             |                        |                             |                   |                     |                     |                 |                 |             |              |                  |                  |                |             |                      |                     |        |        |         |         |        |        |        |        |        |        |        |        |        |        |        |        |        |        |        |        |        |        |        |
| Thunder Bay                                                                            | Thunder Bay      | Lake Placid      | Lake Placid     | Chamonix        | Oberstdorf                  | Garmisch-Partenkirchen | Innsbruck                   | Bischofshofen     | Szczyrbskie Jezioro | Szczyrbskie Jezioro | Oberwiesenthal  | Sapporo         | Sapporo     | Lahti        | Lahti            | Örnsköldsvik     | Falun          | Planica     | Planica              | Rælingen            | Oslo   | punkty | punkty  | punkty  | punkty | punkty | punkty | punkty | punkty | punkty | punkty | punkty | punkty | punkty | punkty | punkty | punkty | punkty | punkty | punkty |        |        |        |
| -                                                                                      | -                | -                | -               | -               | -                           | -                      | -                           | -                 | -                   | -                   | -               | 24              | 32          | -            | -                | -                | -              | -           | -                    | -                   | -      | 0      | 0       | 0       | 0      | 0      | 0      | 0      | 0      | 0      | 0      | 0      | 0      | 0      | 0      | 0      | 0      | 0      | 0      | 0      |        |        |        |
| Sezon 1988/1989                                                                        |                  |                  |                 |                 |                             |                        |                             |                   |                     |                     |                 |                 |             |              |                  |                  |                |             |                      |                     |        |        |         |         |        |        |        |        |        |        |        |        |        |        |        |        |        |        |        |        |        |        |        |
| Thunder Bay K89                                                                        | Thunder Bay K120 | Lake Placid K114 | Lake Placid K86 | Sapporo K90     | Sapporo K115                | Oberstdorf K115        | Garmisch-Partenkirchen K107 | Innsbruck K109    | Bischofshofen K111  | Liberec K120        | Harrachov K120  | Oberhof K90     | Oberhof K90 | Chamonix K95 | Oslo K105        | Örnsköldsvik K82 | Harrachov K180 | Planica K92 | Planica K120         | punkty              | punkty | punkty | punkty  | punkty  | punkty | punkty | punkty | punkty | punkty | punkty | punkty | punkty | punkty | punkty | punkty | punkty | punkty | punkty |        |        |        |        |        |
| -                                                                                      | -                | -                | -               | 53              | -                           | -                      | -                           | -                 | -                   | -                   | -               | -               | -           | -            | -                | -                | -              | -           | -                    | 0                   | 0      | 0      | 0       | 0       | 0      | 0      | 0      | 0      | 0      | 0      | 0      | 0      | 0      | 0      | 0      | 0      | 0      | 0      |        |        |        |        |        |
| Sezon 1991/1992                                                                        |                  |                  |                 |                 |                             |                        |                             |                   |                     |                     |                 |                 |             |              |                  |                  |                |             |                      |                     |        |        |         |         |        |        |        |        |        |        |        |        |        |        |        |        |        |        |        |        |        |        |        |
| Thunder Bay K90                                                                        | Thunder Bay K120 | Sapporo K90      | Sapporo K115    | Oberstdorf K115 | Garmisch-Partenkirchen K107 | Innsbruck K109         | Bischofshofen K120          | Predazzo K90      | Sankt Moritz K95    | Engelberg K120      | Oberstdorf K182 | Oberstdorf K182 | Lahti K90   | Lahti K114   | Örnsköldsvik K90 | Trondheim K120   | Trondheim K120 | Oslo K110   | MŚL – Harrachov K180 | Planica K120        | punkty | punkty | punkty  | punkty  | punkty | punkty | punkty | punkty | punkty | punkty | punkty | punkty | punkty | punkty | punkty | punkty | punkty | punkty | punkty |        |        |        |        |
| -                                                                                      | -                | 19               | 16              | -               | -                           | -                      | -                           | -                 | -                   | -                   | -               | -               | -           | -            | -                | -                | 31             | 21          | 35                   | 39                  | 0      | 0      | 0       | 0       | 0      | 0      | 0      | 0      | 0      | 0      | 0      | 0      | 0      | 0      | 0      | 0      | 0      | 0      | 0      |        |        |        |        |
| Legenda                                                                                |                  |                  |                 |                 |                             |                        |                             |                   |                     |                     |                 |                 |             |              |                  |                  |                |             |                      |                     |        |        |         |         |        |        |        |        |        |        |        |        |        |        |        |        |        |        |        |        |        |        |        |
| 1 2 3 4-10 11-15 poniżej 15 - – zawodnik nie wystartował lub zajął miejsce poniżej 15. |                  |                  |                 |                 |                             |                        |                             |                   |                     |                     |                 |                 |             |              |                  |                  |                |             |                      |                     |        |        |         |         |        |        |        |        |        |        |        |        |        |        |        |        |        |        |        |        |        |        |        |